# Emmett Leslie Bennett
Emmett Leslie Bennett (12 de julio de 1918 – 15 de diciembre de 2011) fue un clasicista y filólogo estadounidense cuyo catálogo sistemático de símbolos contribuyó a resolver el misterio de la lectura e interpretación del lineal B, un silabario utilizado para escribir griego micénico; este sistema de escritura de 3.300 años de antigüedad fue utilizado cientos de años antes de que el alfabeto griego fuera desarrollado.
El arqueólogo Arthur Evans descubrió el lineal B en 1900, durante sus excavaciones en Cnosos en la isla griega de Creta, y pasó décadas tratando de comprender estos escritos hasta su muerte en 1941. Bennett y Alice Kober catalogaron los 80 símbolos utilizados en los escritos en su obra de 1951 The Pylos Tablets (Las tablillas de Pilos), la cual proporcionó al lingüista John Chadwick y al erudito aficionado Michael Ventris las pistas vitales necesarias para finalmente descifrar el lineal B en 1952.
Bennett nació el 12 de julio de 1918 en Minneapolis y asistió a la Universidad de Cincinnati, donde estudió a los clásicos, obteniendo una licenciatura, maestría y doctorado, y también fue estudiante del arqueólogo norteamericano Carl Blegen, quien había descubierto una serie de tablillas inscritas en lineal B durante las excavaciones que él había llevado a cabo en Pilos en 1939. Bennett trabajó como criptoanalista en el proyecto estadounidense que trataba de decodificar mensajes cifrados japoneses durante la Segunda Guerra Mundial, a pesar de no saber japonés.
Después de comenzar su carrera académica en la Universidad de Yale y la Universidad de Texas, Bennett pasó casi tres décadas como parte del personal académico de la Universidad de Wisconsin-Madison antes de retirarse en 1988.  Los documentos de Bennett fueron adquiridos, catalogados y organizados por el Programa de Sistemas de Escritura del Egeo y Prehistoria de la Universidad de Texas.  Bennett fue galardonado con la Medalla de Oro del Instituto Arqueológico de Estados Unidos en 2001, en reconocimiento a sus "notables contribuciones al campo de la arqueología" por su papel en la clasificación de textos en lineal B y en el desarrollo del campo de estudios micénicos.
Bennett murió en Madison, Wisconsin, a la edad de 93 años.  Le sobreviven dos hijas, tres hijos y cuatro nietos.